# Casa del marmo
La Casa del marmo o Museo Laboratorio del marmo artificiale, si trova in un edificio storico di Rima, un piccolo villaggio della Valsesia, frazione del comune di Alto Sermenza in provincia di Vercelli.

## Storia
Nel 2004 nasce l'Associazione Laboratorio del Marmo Artificiale di Rima con lo scopo di riorganizzare gli ultimi artigiani che ancora conoscevono l'antica tecnica di lavorazione del marmo artificiale. S'istituisce così un laboratorio affiancato da un museo. Lo scopo del museo è quello sia di esporre alcuni esempi di marmo artificiale, sia di promuovere la rinascita di questa particolare forma di artigianato artistico. Il museo ospita infatti una piccola esposizione sulla storia degli artisti di Rima ed un laboratorio - bottega.
Questa tecnica risale al XVIII secolo. Secondo una leggenda locale un monaco cluniacense fu salvato durante una bufera dagli abitanti del paese di Rima. Il monaco, grato della generosità dei suoi abitanti insegnò loro una tecnica segreta per ripordurre il marmo in modo perfetto. A Rima questa tecnica s'intensifica e si raffina nel secolo successivo in parallelo all'esplosione edilizia delle grandi capitali europee.
Il marmo artificiale, una delle invenzioni più originali nate nella Valsesia, si prepara con una ricetta “segreta” custodita dagli artisti-artigiani di Rima, che è frutto di un perfetto connubio fra la scagliola e l'arte della decorazione. In breve si tratta di impastare gesso in polvere con colla liquida e vari pigmenti per formare con abilità delle mattonelle ricche di venature.
A partire dagli anni 1830, questa tecnica fu portata all'estero dagli emigranti che partivano da questo piccolo paese della Val Sermenza per raggiungere prima Russia, Svezia, Norvegia, Romania, Bulgaria, Ungheria, Austria, Serbia, Germania e Francia e successivamente anche Spagna, Marocco e Algeria.
Rima divenne così uno dei centri con più reddito pro capite del Regno. Per contro, la manualità del processo lo ha reso oggi meno conveniente rispetto ai veri marmi lavorati modernamente.

## Gli artigiani e le opere più famose
Il primo imprenditore del marmo artificiale di cui si ha notizia è Antonio De Toma (1821-95). I suoi lavori più prestigiosi furono i castelli di Ludovico II di Baviera e alcuni palazzi di Vienna. La sua reputazione è tale che al matrimonio della figlia, avvenuto a Vienna nel 1900, presenziò l’ambasciatore del Regno d’Italia, Costantino Nigra. Importante fu anche il suo lavoro di decorazione presso il Castello dei Rotschild a Pregny-Chambésy. 
Uno dei suoi artigiani più abili fu Pietro Axerio-Cilies che, giunto a maturità, fondò a sua volta una nuova impresa attiva nel settore a Berlino, creandone poi una seconda con il fratello Giovanni con sede a Bucarest. Nella capitale rumena per ordine di Carlo I di Romania (1839-1914), Pietro e Giovanni lavorarono in numerosi cantieri: Palazzo Reale (Bucarest), Palazzo Cotroceni, Ateneo rumeno, Palazzo della BNR, Cattedrale di San Giuseppe (Bucarest) e molti altri. La lunga presenza a fianco del re viene premiata da un “brevetto con medaglia d’argento per la loro valentia come stuccatori e decoratori in gesso” nel 1886, un altro brevetto con medaglia d’oro nel ’90 ed il titolo di “Cavalieri dell'ordine della Corona di Romania”.
Un'ulteriore società sarà creata dal cugino Pietro Axerio Piazza con sede a Berlino e San Pietroburgo. Nella capitale tedesca saranno realizzate numerose opere presso palazzi e banche, oltre al prestigioso Bode-Museum, al Neues Museum e al Pergamonmuseum.